# ジェフ・シュトラッサー

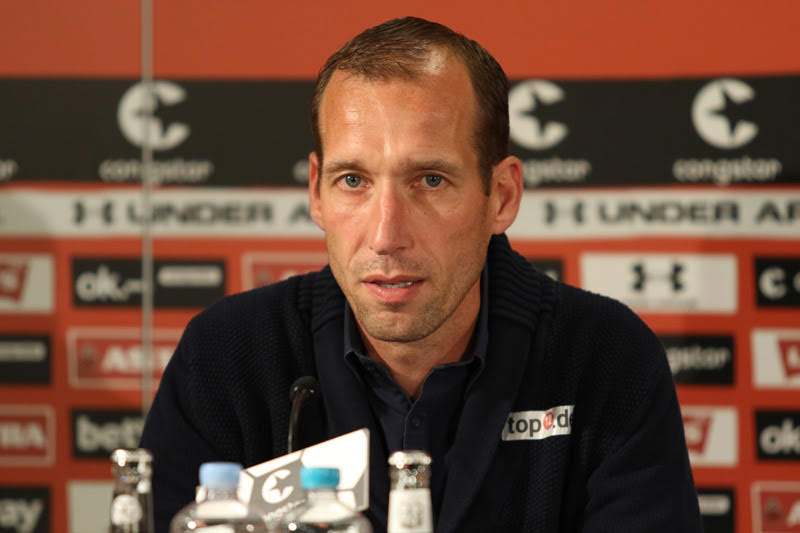

ジェフ・シュトラッサー（Jeff Strasser、1974年8月5日 - ）はルクセンブルク出身の元同国代表サッカー選手、サッカー指導者である。現役時代のポジションはDF。現在はASジュネス・エシュの監督を務めている。
欧州トップリーグで成功を収めた、数少ないルクセンブルク人サッカー選手である。

## 経歴

### クラブ
1993年から1999年まではフランスのリーグ・アン・FCメスでプレイ。その後はドイツ・ブンデスリーガ1に渡り、1999年から3シーズンを1.FCカイザースラウテルン、2002年から4シーズンをボルシア・メンヒェングラートバッハで過ごした。2006年8月にフランスのリーグ・ドゥ・RCストラスブールに移籍。2007年8月からは再びFCメスでプレーした。2009年7月17日、母国のクラブであるCSフォラ・エシュとの3年契約が発表されたが、同年8月15日にはグラスホッパー・クラブ・チューリッヒに移籍した。

### 代表
ルクセンブルク代表としては98試合に出場して7ゴールを挙げている。

## 受賞
- 1999年：ルクセンブルク年間最優秀スポーツ選手
- 2001年：ルクセンブルク年間最優秀スポーツ選手